# Anor Teixeira dos Santos
Anor Teixeira dos Santos (Curitiba, 8 de outubro de 1890 – Rio de Janeiro, 24 de setembro de 1958) foi um militar brasileiro, que foi chefe do Estado-Maior do Exército e Ministro-Chefe do Estado-Maior das Forças Armadas.

## Carreira militar
Filho de Urbano Teixeira dos Santos e de Alzira Loiola Santos, ingressou no Exército Brasileiro em março de 1906, no 39º Batalhão de Infantaria. Em abril de 1908, foi para a Escola de Guerra de Porto Alegre, onde realizou o curso de aplicação de infantaria e cavalaria de 1910 a 1911. Em janeiro deste último ano, foi declarado aspirante-a-oficial, indo servir no no 2º Regimento de Artilharia Montado, sediado em Curitiba. Dois meses depois, transferiu-se para o Rio de Janeiro, então Distrito Federal, ingressando na Escola Preparatória do Realengo para realizar o curso de artilharia. Concluído o curso em dezembro de 1913, foi promovido ainda nesse mês a segundo-tenente, sendo então incluído na 6ª Bateria do 1º Regimento de Artilharia Montada, com sede no Rio de Janeiro.
De abril a outubro de 1914, recebeu instrução de voo na Escola Brasileira de Aviação, tendo sido um dos primeiros alunos do Exército na escola. Foi transferido depois para a 2ª Bateria de Obuses, sediada no Paraná. Entre fevereiro e abril de 1915, participou de combates da Guerra do Contestado, rebelião popular de cunho messiânico ocorrida na região fronteiriça do Paraná com Santa Catarina, e que só foi debelada em 1916.
Em seguida, foi transferido para o quartel-general da Circunscrição Militar do Paraná em julho de 1915, onde permaneceu até dezembro do mesmo ano. Retornou então ao Rio de Janeiro e serviu na fortaleza de Imbuhy, em Niterói, até novembro do ano seguinte. Nessa data matriculou-se na Escola de Aviação Naval, visto que o Exército não dispunha, na época, de uma instituição do gênero. Diplomou-se por essa escola e regressou ao serviço do Exército, em maio de 1917, quando passou a servir no 20º Grupo de Artilharia de Montanha, sediado no Rio de Janeiro. Foi promovido a primeiro-tenente em novembro deste último ano.
Colocado à disposição do Estado-Maior do Exército em março de 1919, ingressou no mês seguinte na recém-fundada Escola de Aviação Militar, formando-se em janeiro de 1920 na primeira turma de pilotos dessa escola. Promovido a capitão em novembro desse ano, comandou a Esquadrilha de Aperfeiçoamento da Escola de Aviação por diversos períodos, entre agosto de 1921 e junho de 1922. Em março de 1922, matriculou-se no curso da Escola de Aperfeiçoamento de Oficiais, no Rio de Janeiro, sem prejuízo de suas funções na aviação militar. Terminado o curso em janeiro de 1923, matriculou-se em seguida na Escola de Estado-Maior, no Rio de Janeiro. Em 1924, foi mandado para o Paraná a fim de combater os rebeldes que, comandados por Isidoro Dias Lopes, ocuparam a capital paulista por três semanas durante a Revolta de Julho de 1924, conhecida como Segundo 5 de Julho.
Concluído o curso da Escola de Estado-Maior, apresentou-se ao EME para o estágio regulamentar. Após permanecer dois meses como adido ao EME, retornou à Escola de Estado-Maior como professor de aviação e tática aérea. Deixou essa Escola provisoriamente em dezembro de 1926, para se tornar instrutor na Escola de Aviação Militar. Nomeado professor-estagiário da Escola de Estado-Maior em fevereiro do ano seguinte, permaneceu nas duas escolas até outubro de 1927, quando apresentou-se ao EME para servir como estagiário, adjunto e chefe de seção, sucessivamente. De maio a setembro de 1929, permaneceu adido ao Departamento de Pessoal de Guerra, servindo em seguida no comando do 4º Grupo de Artilharia de Costa, na guarnição de Óbidos. Retornou ao EME em outubro de 1930 e, em agosto do ano seguinte, foi promovido a major.
Em julho de 1932, eclodiu em São Paulo a Revolução Constitucionalista. Em setembro, visitou a frente de batalha do Destacamento Leste em companhia do chefe do EME, general Francisco Ramos de Andrade Neves. Os revolucionários foram definitivamente derrotados no início do mês seguinte. Promovido a tenente-coronel em novembro de 1933, em abril de 1934 foi nomeado chefe da 3ª Seção da Secretaria do Conselho de Defesa Nacional. Um ano depois tornou-se comandante do 3º Grupo de Obuses na guarnição de Cachoeira do Sul, função que acumulou posteriormente com o comando da guarnição.
Em junho de 1937, passou a comandar o 1º Grupo de Artilharia de Dorso, sediado no Rio de Janeiro. Transferiu-se para o Rio Grande do Sul em março de 1938, tornando-se chefe do estado-maior da 3ª Região Militar, sediada em Porto Alegre. Em maio desse mesmo ano, foi promovido a coronel e, em maio de 1939, seu nome foi aprovado pelo Ministro da Guerra, general Eurico Gaspar Dutra, para frequentar o curso de alto comando. Retornou ao Rio de Janeiro e apresentou-se ao EME, onde exerceu funções de chefia. Foi designado pelo Ministro da Guerra para acompanhar os trabalhos da Comissão de Defesa da Economia Nacional em novembro de 1939. Essa comissão, criada em setembro do mesmo ano em vista dos problemas ocasionados pela Segunda Guerra Mundial, era um órgão diretamente subordinado à Presidência da República. Seus principais objetivos eram o levantamento dos estoques, o fomento à exportação, a assinatura de acordos com governos estrangeiros e o controle dos transportes marítimos e terrestres e de seus fretes. Em 1942, com a mudança da posição brasileira no conflito mundial, a comissão seria substituída pela Coordenação de Mobilização Econômica.
Após concluir o curso de alto comando em dezembro de 1939, assumiu a chefia da 4ª Seção do EME. Em setembro de 1940, tornou-se chefe da Comissão Militar Brasileira em Essen, Alemanha. Com o rompimento das relações diplomáticas entre o Brasil e a Alemanha em janeiro de 1942, determinou a suspensão dos trabalhos da comissão e o encaixotamento de seus arquivos, partindo para Berlim, onde aguardou instruções da embaixada brasileira. Em fevereiro do mesmo ano seguiu para Baden-Baden, ainda na Alemanha, onde permaneceu até maio, quando regressou ao Brasil.
Promovido a general-de-brigada em maio de 1942, em outubro seguinte tornou-se comandante da Artilharia Divisionária da 3ª RM e da guarnição de Cruz Alta. Um ano depois, retornou ao Rio de Janeiro para servir na Secretaria Geral do Ministério da Guerra. Ainda em 1943, o governo brasileiro decidiu intervir no conflito mundial a favor dos Aliados. Essa decisão foi parcialmente concretizada em agosto seguinte, com a criação da 1ª Divisão de Infantaria Expedicionária. Em dezembro de 1943, Anor Teixeira dos Santos integrou, juntamente com outros oficiais do Exército, a comitiva chefiada pelo comandante da Força Expedicionária Brasileira (FEB), general João Batista Mascarenhas de Morais, a fim de fazer o reconhecimento do teatro de operações de guerra.
De junho a setembro de 1944, ficou comissionado no Ministério das Relações Exteriores, e em seguida assumiu a direção da Artilharia de Costa da 1ª RM e o comando do Distrito de Defesa de Costa. Ainda em setembro de 1944 foi designado para chefiar o estado-maior especial da FEB no interior, sem prejuízo de suas outras funções.
Após o término da guerra na Europa, foi encarregado pelo ministro da Guerra, Eurico Dutra, de estudar os planos de regresso das tropas, que previam o emprego de navios brasileiros e norte-americanos. Sendo necessário desmembrar tropas para transportá-las, foi enviado ao Brasil um destacamento precursor, com a missão de recuperar os quartéis para as tropas que regressariam. O chefe do destacamento, Floriano de Lima Brayner, criticou essas medidas denunciando-as como manobras urdidas pelos inimigos da FEB, visando seu desprestígio e desmembramento. Essa manobra confirmou-se, no seu entender, quando a chegada ao Rio de Janeiro do general Mascarenhas de Morais foi transferida, na última hora, do aeroporto Santos Dumont para a base aérea de Santa Cruz, onde se poderiam evitar manifestações populares.
Em dezembro de 1945, regressou para a Secretaria Geral do Ministério da Guerra e foi designado chefe da Comissão Militar Brasileira de Controle Aliado na Alemanha, tendo seguido para a Europa em janeiro do ano seguinte. Promovido a general-de-divisão em agosto de 1946, tornou-se chefe da representação brasileira na Comissão de Inquérito do Conselho de Segurança da Organização das Nações Unidas em janeiro de 1947, embarcando para a Grécia. Exerceu essas funções até o mês de julho, quando retornou à Alemanha e reassumiu a chefia da comissão militar brasileira.
De volta ao Brasil em maio de 1950, comandou a Zona Militar Centro, em São Paulo, entre 20 de abril de 1950 e 13 de junho de 1951. Em seguida, retornou à Secretaria Geral do Ministério da Guerra. De março a dezembro de 1952, cursou a Escola Superior de Guerra. Foi promovido a general-de-exército em agosto desse mesmo ano.  Voltou a comandar a Zona Militar Centro entre 29 de maio de 1953 e 24 de abril de 1954.
Dois meses depois, foi nomeado comandante da Zona Militar Sul, sediada em Porto Alegre, onde permaneceu de 15 de junho a 30 de dezembro de 1954.
Em janeiro de 1955, foi nomeado chefe do Departamento Geral de Administração do Exército, tendo permanecido nessa chefia até junho do mesmo ano. No período de 25 de junho de 1955 a 23 de janeiro de 1956, foi Chefe do Chefe do Estado-Maior do Exército. Em 14 de novembro do mesmo ano, assumiu interinamente a chefia do Estado-Maior das Forças Armadas, sem prejuízo de suas funções no EME, em substituição ao brigadeiro Gervásio Duncan de Lima Rodrigues, logo após a eclosão do movimento liderado pelo general Henrique Teixeira Lott, no dia 11 do mesmo mês. O general Lott era ministro da Guerra até a véspera do movimento que visava, segundo seus promotores, barrar uma conspiração em preparo no governo e assegurar a posse do presidente eleito Juscelino Kubitschek. O movimento provocou o impedimento dos presidentes da República, Carlos Luz, em exercício, e João Café Filho, licenciado, empossando na chefia da nação o vice-presidente do Senado, Nereu Ramos.
Foi chefe do Estado-Maior das Forças Armadas no governo Nereu Ramos, de 17 a 31 de janeiro de 1956, e no governo Juscelino Kubitschek, de 31 de janeiro a 16 de outubro de 1956.
Morreu no dia 24 de setembro de 1958.